# Мухаммад ибн Абдуджалил Самарканди
Мухаммад ибн Абдуджалил Самарканди — среднеазиатский религиозный деятель, исламский богослов, писатель и учёный, родившийся и живший в XII веке. Родился в Самарканде, умер предположительно там же. Известен как один из видных учеников известного богослова — Наджмиддина Насафи.
Известен как автор книги про улемов Самарканда «Мунтахаб китаб», где им была собрана и изложена информация про около 200 улемов, факихов и мухаддисов Самарканда. Единственная и неполная версия данной книги ныне хранится в Национальной библиотеке Франции в Париже.